# Lavandula lanata
Lavandula lanata,  alhucema o huagazo, entre otros nombres comunes,  es una especie sufruticosaleñosa del género Lavandula en la familia de las lamiáceas.

## Descripción
Parecida a los espliegos y también a las alhucemas comunes, aunque en este caso toda la planta está revestida de una especie de lana o borra blanco grisácea bastante densa. El tallo en la base es leñoso y las hojas lanceoladas y enteras. La espiga con flores es estrecha y aparece interrumpida; brácteas lineares o lanceolado-lineares dan paso a grupos de flores con corola de color lila.

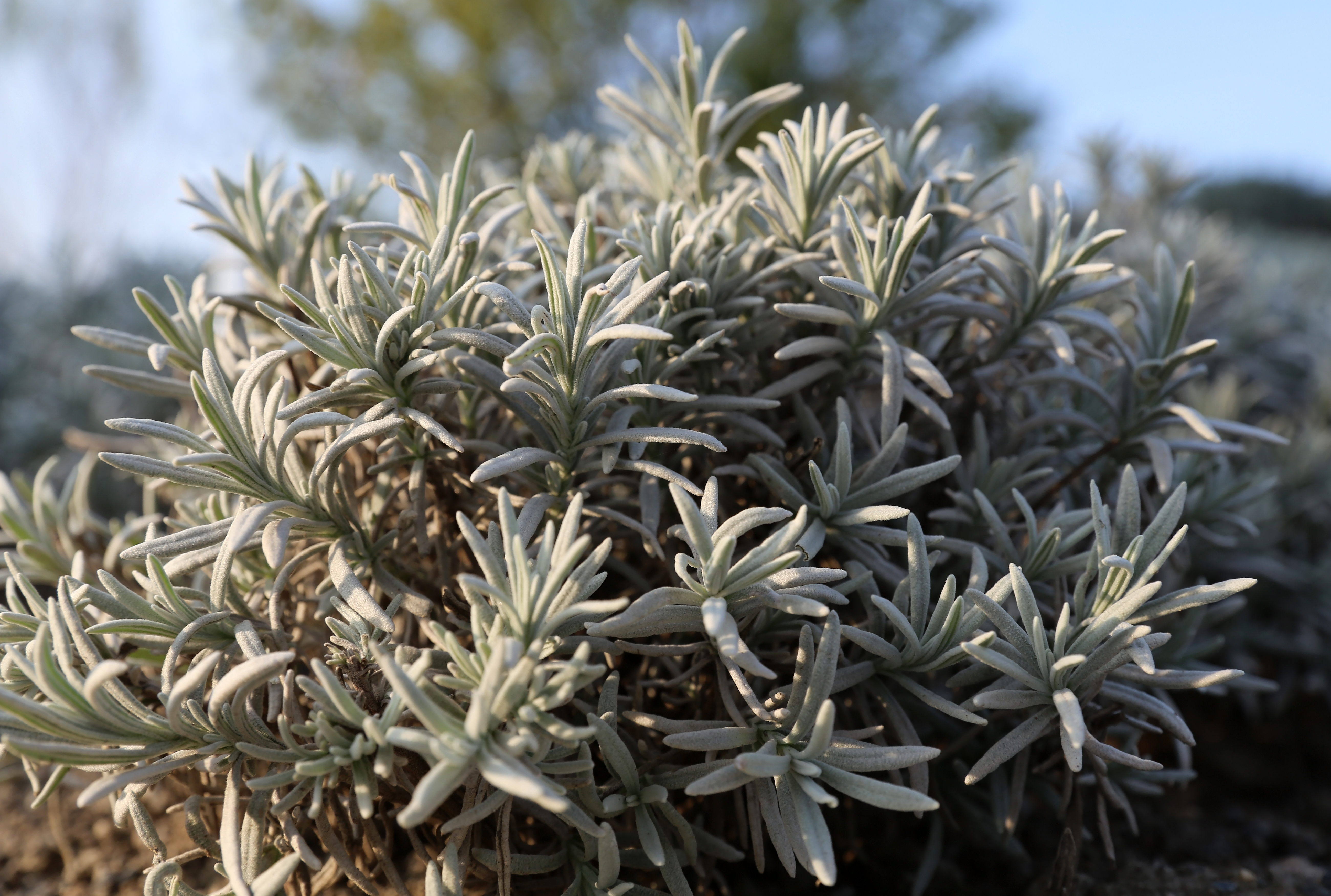
Hojas

## Distribución y hábitat
Se encuentra en zonas subalpinas de la Serranía de Ronda y en Sierras de Andalucía oriental en hábitats de areniscas secas entre 400-1800 m. Es planta de altura en zonas montañosas frías, entre rocas calizas y gleras.  Va frecuentemente asociada con Erinacea anthyllis y Genista triacanthos. También aparece en la zona oromediterránea de Sierra Nevada con las únicas condiciones ecológicas de nieve en invierno y calor y viento en verano. A bajas altitudes se asocia con otras plantas de la familia de las labiadas como Phlomis crinita, Salvia lavandulifolia y Stachys germanica subsp. lusitanica. Tiene un intenso aroma balsámico y florece a final de primavera y en verano.

## Taxonomía
Lavandula lanata fue descrita por Pierre Edmond Boissier y publicado en Elench. Pl. Nov. 72 1838.
Citología
Número de cromosomas de Lavandula lanata (Fam. Labiatae) y táxones infraespecíficos: 2n=54
Etimología
Lavandula: nombre genérico que se derivaría del francés antiguo lavandre y en última instancia del griego λανω a través del latín lǎvo, lǎvātum, -āre, lavar, limpiar, refiriéndose al uso de infusiones de las plantas para el lavado. Sin embargo, se ha sugerido que esta explicación puede ser errónea, y que el nombre podría derivarse del latín līvěo, -ēre, azulado, etimología mucho más plausible que la anterior ya que, entre otras cosas, se refiere al color habitual de las flores de dichas plantas y, además, no consta que en la antigüedad se lavase con lavanda.
lanata: epíteto latíno que significa "con lana".
Sinonimia
- Lavandula spica var. tomentosa L.f. (1780)
- Lavandula spica var. lanigera Webb (1838)
- Lavandula tomentosa (L.f.) Pau (1922)
- Lavandula tomentosa var. orzana O.Bolòs (1945).[3]

## Nombres comunes
- Castellano: alhucema (8), alhucema bravía (2), alhucema de Andalucía (2), alhucemón, alucema (2), alucemón (2), aucema, azucema (2), espliego, espliego basto (2), huagazo (4), lavanda, ocema. Las cifras entre paréntesis se refieren a la frecuencia de uso del vocablo en España.[8]